# 坂本弘
坂本 弘（さかもと ひろし、1937年8月2日 - 2015年3月22日）は、日本のアナウンサー。

## 略歴
1969年11月4日、福島中央テレビに第1期アナウンサーとして入社。福島中央テレビ開局以来、メインアナウンサーとして活躍した他、チーフアナウンサー、放送実施局長などを歴任し、後進指導にもあたる。1995年8月31日、役員待遇・報道制作局付をもって福島中央テレビを退職。その後は講演活動を主に行っていた。
2015年3月22日、内臓疾患のため郡山市内の病院で逝去。享年77。

## 出演番組
- FCTワイドニュース（1970年4月 - 1974年12月）メインキャスター
- 奥さま!11時です（1971年4月 - 1972年3月、1975年3月31日 - 1976年3月） - 司会
- ゴジてれシャトル（1994年10月 - 1995年）コメンテーター
- 特別機動捜査隊 第460話「砂の墓」（1970年、NETテレビ制作） - 本人役で出演